# Lussant
Lussant – miejscowość i gmina we Francji, w regionie Nowa Akwitania, w departamencie Charente-Maritime.
Według danych na rok 1990 gminę zamieszkiwały 763 osoby, a gęstość zaludnienia wynosiła 87 osób/km² (wśród 1467 gmin regionu Poitou-Charentes Lussant plasuje się na 399. miejscu pod względem liczby ludności, natomiast pod względem powierzchni na miejscu 896.).